# Мубарак, Хосни
Мухаммед Хосни Сейид Муба́рак (араб. محمد حسني سيد مبارك‎ [mæˈħæmːæd ˈħosni ˈsæjːed moˈbɑːɾɑk], Muḥammad Ḥusnī Sayyid Mubārak; 4 мая 1928, Кафр-эль-Мусайлах, Королевство Египет — 25 февраля 2020, Каир, Египет) — египетский военный, политический и государственный деятель. Президент Египта в 1981—2011 годах.

## Биография

### Военная карьера
Хосни Мубарак родился 4 мая 1928 года в небольшой деревне Кафр-эль‑Мусайлаха губернаторства Минуфия в дельте Нила.
Деревня Кафр-эль-Мусайлаха находилась в одном из самых густонаселённых районов страны северо-западнее Каира. Отец, ас-Сайид Ибрахим Мубарак, служил чиновником в судебной системе волостных и окружных центров, а затем на протяжении почти двух десятилетий — в губернском суде в городе Шибин ал-Куме. После революции 1952 года ас-Сайид Ибрахим был переведён в Каир в министерство юстиции в качестве инспектора.
Начальное образование Мухаммед Хосни получил в родной деревне, среднее — в школе близлежащего города Шибин ал-Куме. Люди, знавшие Хосни в школьные годы, отмечают, что это был решительный, инициативный подросток, серьёзно относившийся к делу и привыкший полагаться на себя. Учитель арабского языка в школе Шибин ал-Кума вспоминает о том, что в ученические годы он отличался от сверстников тем, что легко выполнял домашние задания и увлекался спортом. Большинство его школьных товарищей чаще всего отмечают его обязательность и ответственность. Среди своих одноклассников он выделялся своими познаниями в области арабского языка и истории, увлекался игрой в хоккей на траве, любил сквош рэкитс и пинг-понг.
После получения среднего образования поступил на военную службу. В 1949 году с отличием окончил Военную академию в Каире, где получил чин лейтенанта.
В 1950 году поступил в Академию ВВС в городе Билбейс, где получил степень бакалавра авиационных наук и в 1952 году был назначен в эскадрилью истребителей и вскоре был переведён в бомбардировочную авиацию. Несколько лет был инструктором в Академии ВВС. Участвовал в Суэцкой войне 1956 года.
В 1959—1960 годах учился в СССР, где окончил Фрунзенское военное авиационное училище, освоил бомбардировщик Ил-28 в учебном авиационном полку в Канте, в 20 км от Фрунзе. Затем там же обучался полётам на тяжёлом бомбардировщике Ту-16. В 1962—1963 годах участвовал в гражданской войне в Йемене в составе египетского контингента, командовал бомбардировочной эскадрильей.
В период с марта 1964 года по апрель 1965 года Хосни Мубарак проходил курс штабного обучения в Военной академии имени Фрунзе в Москве в качестве члена египетской военной делегации.
С 1965 года командовал авиационной бригадой и был начальником авиабазы в Каире. Принимал участие в арабо-израильской войне 1967 года, когда авиация Египта потерпела катастрофическое поражение и была почти полностью уничтожена. С 1967 года — начальник Академии воздушных сил, произвёл перестройку учебного процесса Академии с целью значительного увеличения количества подготовленных лётчиков.
В 1969 году президент Гамаль Абдель Насер назначил Мубарака начальником штаба египетских ВВС. Руководил несколькими успешными боевыми операциями ВВС в 1970—1972 годах, в ходе Войны на истощение между Египтом и Израилем. В 1972 году назначен командующим военно‑воздушными силами и заместителем министра обороны Египта, а в следующем году получил звание главного маршала авиации. В октябре 1973 года руководил боевыми действиями египетских ВВС в ходе войны Судного дня, также известной как война 10-го рамадана. В 1974 году произведён в главные маршалы авиации. Летал вместе с А. Н. Ефимовым.

### Вице-президент
В апреле 1975 года президент Анвар Садат назначил Хосни Мубарака вице-президентом страны. В августе 1978 года была создана Национально‑демократическая партия, вице-председателем которой стал Хосни Мубарак, а уже в январе 1981 года его назначили генеральным секретарём партии.

## Деятельность во главе страны

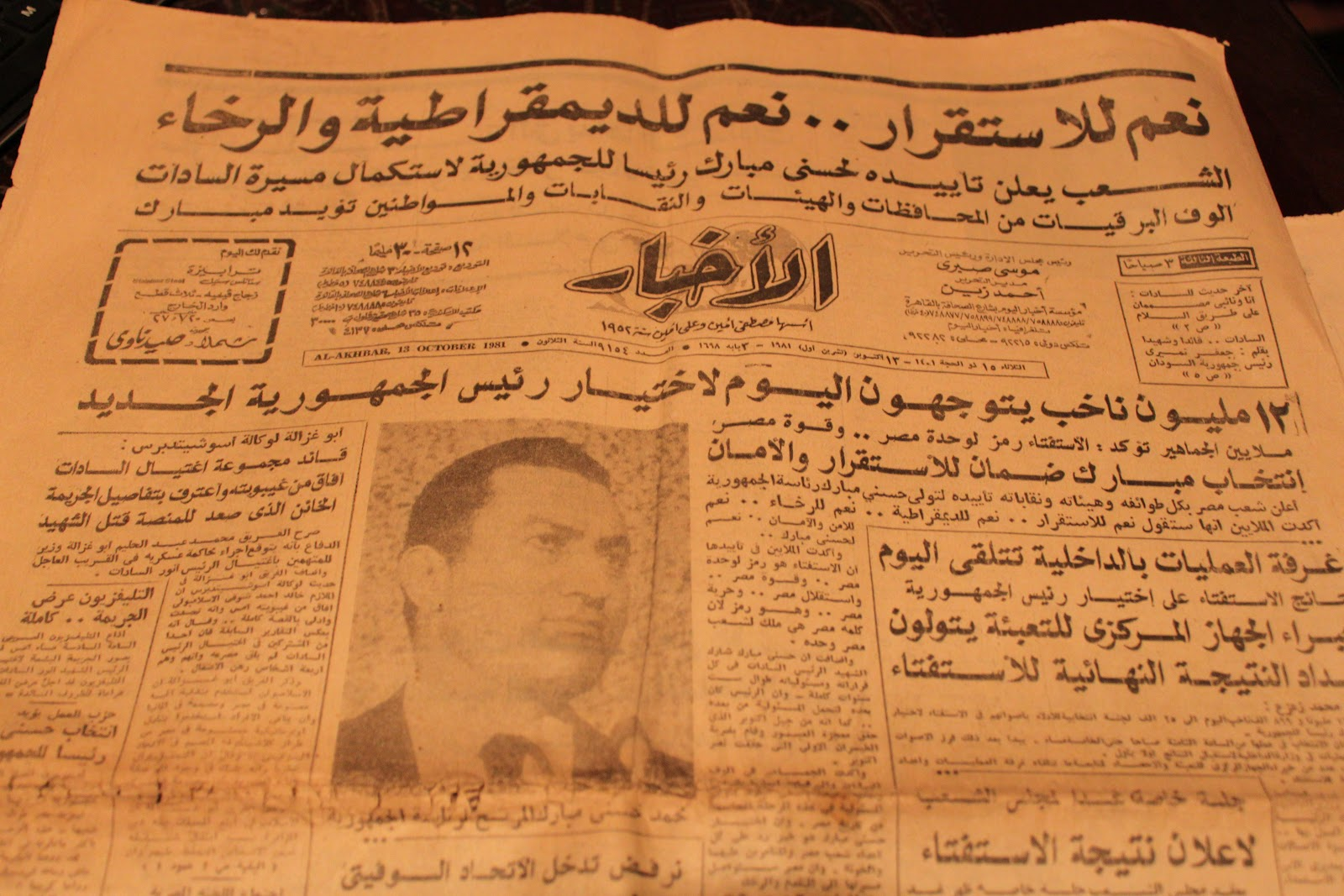
Статья в египетской газете, объявляющая о выборах президента в 1981 году

6 октября 1981 года во время военного парада президент Садат был убит исламистами. Находившийся рядом с ним Мубарак был ранен в руку, причём от смерти его отделяли 10 см. 14 октября Хосни Мубарак занял пост президента Египта и сразу ввёл в стране чрезвычайное положение.
Сразу после своего вступления в должность президента страны провёл ряд мероприятий по борьбе с коррупцией. Были отданы под суд многие родственники и приближённые Садата, некоторые высокопоставленные государственные чиновники. Ушли в отставку такие ближайшие сподвижники покойного президента, как председатель Народного собрания Суфи Хасан Абу Талеб и министр внутренних дел Набауи Исмаил.
Интересна характеристика только что занявшего пост президента страны Мубарака, переданная для британского премьер-министра Тэтчер, её советники писали о нём как о «приветливом и весёлом» человеке, который, впрочем, «не отличается особым умом». Одновременно его характеризовали как «безжалостного» человека, способного на эффективную борьбу с оппонентами.
Президент Мубарак был переизбран большинством голосов на референдумах в 1987, 1993 и 1999 годах. Голосование проходило по единственной кандидатуре, выдвигаемой Народным собранием. Необходимость референдумов обосновывалась сохранением чрезвычайного положения в стране, вызванного обострением исламской проблемы из-за деятельности радикальных организаций.
Мубарак пересмотрел политику Садата в отношениях с оппозицией. Из тюрем были освобождены несколько сотен членов оппозиционных организаций, смягчены условия деятельности оппозиционных партий, им было разрешено издавать собственные газеты. В то же время ряд фундаменталистских организаций были разгромлены, некоторые их члены казнены. В частности, были казнены участники убийства президента Садата.

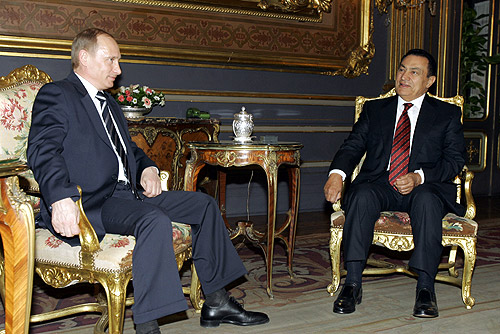
Владимир Путин и Хосни Мубарак. Каир, 2005 год

В ответ уже в 1982 году фундаменталисты приговорили Мубарака к смерти. По некоторым сведениям, он пережил не менее шести покушений на свою жизнь. Однако широко известно только о двух из них — в 1995 году во время визита в Эфиопию в Аддис-Абебе его автомобиль был обстрелян из автоматического оружия, а в 1999 году, на одном из выступлений Мубарака, ему пытались нанести удар ножом. В обоих случаях Мубарак не пострадал. Известен жёстким подавлением попыток развязать фундаменталистский террор в стране.
За годы своего президентства Мубарак стал одним из крупнейших государственных лидеров Ближнего Востока. Придя к власти в стране, находящейся в изоляции от арабского мира, Западной Европы и социалистического лагеря, имевшей конфликты со всеми соседними государствами, Мубарак сумел восстановить позиции Египта на международной арене. Дважды (в 1989 и 1993 годах) избирался председателем Организации африканского единства. Были восстановлены дипломатическое отношения со всеми арабскими странами.
В 1991 году поддержал решение США провести военную операцию по освобождению оккупированного Ираком Кувейта, призвал сделать то же самое другие арабские государства и направил значительный египетский воинский контингент для участия в операции «Буря в пустыне».
26 сентября 1999 года в Египте прошёл референдум о продлении на шесть лет президентских полномочий Мубарака, по итогам которого он сохранил пост президента, получив поддержку в 93,79 % голосов.
В 2005 году были приняты поправки к Конституции, благодаря которым партии получили право выдвигать своих кандидатов на пост президента. Первые выборы по новой системе прошли 7 сентября 2005 года. Как и ожидалось, Хосни Мубарак одержал победу, он набрал 88,57 % голосов. Впрочем, легитимность этих выборов ставится под сомнение, поскольку было зафиксировано множество нарушений. В частности, накануне выборов был арестован и осуждён к пяти годам тюремного заключения Айман Нур — кандидат от оппозиционной партии «Аль-Гад» (El-Ghad Party).

### Возвращение Египта в Лигу арабских государств
Египет был единственной страной в истории Лиги арабских государств (ЛАГ), лишённой членства в ней. В 1979 году он был исключён из организации из-за заключения мирного договора с Израилем. Однако в 1989 году Мубарак добился восстановления членства страны в ЛАГ. В настоящее время Египет является крупнейшим по населению и одним из наиболее авторитетных членов Лиги.

### Экономическая политика
В экономике Мубарак добился значительного прироста ВВП страны, увеличения объёма иностранного туризма.
| Показатель \ налоговый год     | 2001   | 2002   | 2003   | 2004   | 2005   | 2006   | 2007   |
| ------------------------------ | ------ | ------ | ------ | ------ | ------ | ------ | ------ |
| Внешний долг, млн долларов США | 18 613 | 17 488 | 25 925 | 26 812 | 28 949 | 29 593 | 29 898 |
| Внешний долг в % от ВВП        | 23,3 % | 20,8 % | 38,2 % | 33,9 % | 30,9 % | 27,4 % | 22,9 % |

По индексу развития человеческого потенциала на 2010 год Египет занимал 101-е место в списке из 169 стран. Столь низкая позиция объясняется наличием ряда социальных проблем, таких как высокий уровень безработицы и коррупция.
Однако после назначения нового кабинета министров во главе с Ахмедом Назифом в июле 2004 года в экономике наметились положительные сдвиги. Так, по итогам 2004/2005 финансового года Египетская фондовая биржа показала лучший процентный рост среди рынков развивающихся стран. Тем не менее, Мубарак подвергался критике за то, что отдавал предпочтение крупному капиталу и приватизации в ущерб правам рабочих. С другой стороны, доля жителей, живущих в крайней бедности (менее чем на 1 доллар на человека в день), была в Египте на момент падения Мубарака, одной из самых низких в третьем мире.

### Отставка
В конце января 2011 года в Египте начались массовые манифестации против 30-летнего режима власти Мубарака. Кроме отставки президента протестующие требовали отмены чрезвычайного положения, борьбы с безработицей, увеличения минимальной заработной платы, решений проблем нехватки жилья, роста цен на продовольствие, свободу слова и повышения уровня жизни. 29 января президент объявил о роспуске правительства. Восстанавливается упразднённый в 1981 году пост вице-президента, на который назначается бывший глава разведки Египта Омар Сулейман. 1 февраля президент выступил с телеобращением к нации, которое транслировалось на огромных мониторах на улицах египетских городов, заявив, что не будет участвовать на следующих выборах осенью 2011 года, но до этого срока он сохраняет за собой президентский пост.
Вечером 10 февраля 2011 года в результате народных волнений Мубарак передал часть президентских полномочий вице-президенту Сулейману, о чём сообщил в телеобращении к нации.
Вскоре военные во главе с министром обороны Мухаммедом Хусейном Тантави дали понять Мубараку, что они больше не будут защищать его и что ему пора уходить. На следующий день, 11 февраля, Мубарак ушёл в отставку, передав власть военным.
Вечером 11 февраля 2011 года Хосни Мубарак отбыл в Шарм-эш-Шейх и окончательно сложил с себя президентские полномочия, передав власть Высшему совету Вооружённых сил. Жизнь в Египте ещё долго не возвращалась в нормальное русло. 19 марта прошёл референдум по изменению конституции, которая ограничила власть президента (два срока по четыре года вместо шести).

## После отставки

### Уголовное преследование
После отставки Хосни Мубарак с семьёй находился под домашним арестом в своей резиденции в Шарм-эль-Шейхе на берегу Красного моря.
13 апреля 2011 года Хосни Мубарак был взят под стражу.
На 3 августа 2011 года было назначено заседание суда над Мубараком и его сыновьями. До начала суда экс-президент находился в больнице Шарм-эль-Шейха, после чего был доставлен в Каир. В зал суда в каирской Полицейской академии тяжело больной Мубарак прибыл на специальной модульной больничной койке и был заключён в клетку. Показания он давал лёжа. Ни бывший президент, ни его сыновья своей вины в преступлениях, инкриминируемых судом, не признали. 2 июня 2012 года был приговорён к пожизненному заключению. Суд признал его виновным в провокации насилия в дни революции «25 января» и гибели сотен протестующих.
В январе 2013 года апелляционный суд отменил приговор Мубараку и направил дело на новое рассмотрение. 21 августа 2013 года суд постановил освободить экс-президента Египта Хосни Мубарака из-под стражи, прокуратура не стала обжаловать это решение. Однако временный премьер-министр Хазем Аль-Баблауи распорядился поместить Мубарака под домашний арест.
21 мая 2014 года Мубарак был признан виновным в коррупции и приговорен к 3 годам тюремного заключения в колонии строгого режима, а также денежному штрафу, однако 29 ноября был оправдан судом по всем обвинениям.
По сообщению немецкого телеканала N24, богатство Хосни Мубарака на 2011 год оценивалось в 70 млрд долларов, в основном это вклады в западные банки. Эта сумма более чем вдвое превышала внешний долг Египта. Президент США Барак Обама пообещал простить Египту 1 млрд долларов.
9 мая 2015 года Мубарак был приговорён к трём годам лишения свободы за присвоение 125 млн египетских фунтов (14 млн долларов США), выделявшимися на ремонт президентских дворцов и резиденций. Как стало известно, деньги пошли на частные виллы и офисы в Каире, Шарм-эш-Шейхе и Эль-Аламейне на побережье Средиземного моря. По тому же обвинению Алаа и Гамаль Мубараки получили по четыре года тюремного заключения. Адвокаты семьи Мубарака подали жалобу.
В октябре 2015 года Уголовный суд Каира постановил освободить сыновей экс-президента, засчитав им в счёт срока время, проведенное в тюрьме с момента ареста в 2011 году. Сам Мубарак вышел на свободу 13 мая 2015 года. В ноябре 2015 года кассационный суд приступил к повторному рассмотрению дела. Однако из-за требований МВД, которое настаивало на транспортировке подсудимого в зал заседаний только на вертолёте, несколько месяцев ушло на урегулирование организационных вопросов, так как здание суда в центре Каира не оснащено вертолётной площадкой, а заседать в другом месте судьи отказывались.
9 января 2016 года Высший апелляционный суд Египта оставил в силе приговор в отношении бывшего президента. Это была вторая и последняя апелляция Мубарака и его сыновей по возбужденному против них делу о коррупции.
2 марта 2017 года кассационный суд Египта снял с бывшего главы государства все обвинения в причастности к гибели демонстрантов в дни январской революции 2011 года. Это решение было окончательным и уже не подлежало обжалованию. Таким образом, в отношении Хосни Мубарака были завершены все уголовные преследования. Остальные подсудимые по этому делу, в том числе экс-глава МВД и шестеро высокопоставленных чиновников уже были оправданы, а виновными признаны преступные группы, за которыми стояли «Братья-мусульмане» и ХАМАС. 24 марта Мубарак покинул военный госпиталь и вернулся домой после шести лет заключения.
Первое интервью после своего ареста дал в ноябре 2014 года, последнее — в мае 2019 года.

### Проблемы со здоровьем и смерть
12 апреля 2011 года во время допроса у Хосни Мубарака случился сердечный приступ, и он был госпитализирован в больницу в Шарм-эш-Шейхе.
По словам адвоката Фреда ад-Диба, 6 марта 2010 года Мубарак перенёс операцию в клинике германского города Гейдельберг по удалению жёлчного пузыря и полипа на двенадцатиперстной кишке, а в июне 2011 года у него диагностировали рак желудка, в связи с чем направлено обращение к генеральному прокурору с просьбой разрешить хирургу из Германии обследовать экс-президента. Обращение было перенаправлено главе правящего в Египте Высшего совета вооружённых сил маршалу Хусейну Тантави, но решения пока не последовало.
2 июня 2012 года после оглашения приговора по обвинениям в причастности к гибели мирных демонстрантов в начале прошлого года у экс-президента Египта Хосни Мубарака случился сердечный приступ, который произошёл в тюрьме Тора под Каиром, где Мубарак отбывал бы пожизненное наказание.
20 июня 2012 года в СМИ появились сообщения о том, что врачи зафиксировали клиническую смерть Мубарака. Данные сообщения отрицались представителями военных и родственниками.
Мубарак умер 25 февраля 2020 года на 92-м году жизни в военном госпитале в Каире. Смерть наступила в результате осложнений после перенесенной в начале февраля операции на желудочно-кишечном тракте.

## Семья
В 1958 году Хосни Мубарак женился на Сюзанне Сабет, от брака с которой у него родились два сына — Алаа и Гамаль.
Внук Хосни Мубарака от его сына Алаа, 12-летний Мухаммад, скончался в середине мая 2009 года.
В сентябре 2018 года Алаа и Гамаль Мубарак были арестованы и обвинены в биржевых махинациях во время правления их отца. Своей вины не признали, основное судебное разбирательство было назначено на 20 октября 2018 года. До этого времени находились в СИЗО в окрестностях Каира.

### Роль сына в политике
С 2000 года младший сын президента Гамаль неоднократно назначался на всё более высокие посты в Национально-демократической партии. Считался сторонником нового поколения неолибералов. Из-за растущей популярности Гамаля и его влияния распространялись слухи, что он станет следующим президентом. Однако это было несколько раз публично опровергнуто как президентом, так и его сыном. Если и имелись такие планы, то передача Хосни Мубараком власти военному правительству разрушила их.

## Награды
Награды Египта
| Страна | Дата                              | Награда                                                | Награда                                                | Литеры |
| ------ | --------------------------------- | ------------------------------------------------------ | ------------------------------------------------------ | ------ |
| Египет | 14 октября 1981 — 11 февраля 2011 | Гроссмейстер                                           | ордена Нила                                            |        |
| Египет | 1974 —                            | Кавалер цепи                                           | ордена Нила                                            |        |
| Египет | 14 октября 1981 — 11 февраля 2011 | Гроссмейстер ордена Республики                         | Гроссмейстер ордена Республики                         |        |
| Египет | 14 октября 1981 — 11 февраля 2011 | Гроссмейстер ордена Независимости                      | Гроссмейстер ордена Независимости                      |        |
| Египет | 14 октября 1981 — 11 февраля 2011 | Гроссмейстер ордена Заслуг                             | Гроссмейстер ордена Заслуг                             |        |
| Египет | 14 октября 1981 — 11 февраля 2011 | Гроссмейстер ордена Добродетельности                   | Гроссмейстер ордена Добродетельности                   |        |
| Египет | 14 октября 1981 — 11 февраля 2011 | Гроссмейстер                                           | ордена Синайской Звезды                                |        |
| Египет | 1973 —                            | Кавалер                                                | ордена Синайской Звезды                                |        |
| Египет | -                                 | Медаль 25 апреля 1982 года (Медаль освобождения Синая) | Медаль 25 апреля 1982 года (Медаль освобождения Синая) |        |
| Египет | -                                 | Медаль «За безупречную военную службу»                 | Медаль «За безупречную военную службу»                 |        |
| Египет | -                                 | Медаль «Золотого юбилея революции 23 июля»             | Медаль «Золотого юбилея революции 23 июля»             |        |
| Египет | -                                 | Медаль «За долгую и безупречную службу»                | Медаль «За долгую и безупречную службу»                |        |
| Египет | -                                 | Серебряная юбилейная медаль Октябрьской войны          | Серебряная юбилейная медаль Октябрьской войны          |        |

Награды иностранных государств
| Страна            | Дата вручения      | Награда                                                                                                   | Награда                                                                                                   | Литеры  |
| ----------------- | ------------------ | --- | --- | ------- |
| Тунис             | 1972 —             | Гранд-офицер ордена Республики                                                                            | Гранд-офицер ордена Республики                                                                            |         |
| Саудовская Аравия | 1974 —             | Кавалер ордена Короля Абдель-Азиза 2 класса                                                               | Кавалер ордена Короля Абдель-Азиза 2 класса                                                               |         |
| Иран              | 1974 —             | Кавалер ордена Зульфикара 2 класса                                                                        | Кавалер ордена Зульфикара 2 класса                                                                        |         |
| Болгария          | 1975 —             | Кавалер ордена «Стара планина»1 класса                                                                    | Кавалер ордена «Стара планина»1 класса                                                                    |         |
| Мексика           | 1975 —             | Кавалер Большого креста ордена Ацтекского орла                                                            | Кавалер Большого креста ордена Ацтекского орла                                                            |         |
| Сирия             | 1975 —             | Кавалер Большой ленты ордена Омейядов                                                                     | Кавалер Большой ленты ордена Омейядов                                                                     |         |
| Оман              | 1976 —             | Кавалер Возвышенного ордена Омана                                                                         | Кавалер Возвышенного ордена Омана                                                                         |         |
| Индонезия         | 1977 —             | Кавалер Звезды Индонезии 1 класса                                                                         | Кавалер Звезды Индонезии 1 класса                                                                         |         |
| Непал             | 1981 —             | Кавалер ордена Звезды Непала 1 класса                                                                     | Кавалер ордена Звезды Непала 1 класса                                                                     |         |
| Франция           | 1982 —             | Кавалер Большого креста ордена Почётного легиона                                                          | Кавалер Большого креста ордена Почётного легиона                                                          |         |
| Италия            | 30 января 1982 —   | Кавалер Большого креста, декорированного большой лентой ордена «За заслуги перед Итальянской Республикой» | Кавалер Большого креста, декорированного большой лентой ордена «За заслуги перед Итальянской Республикой» |         |
| Того              | 1982 —             | Кавалер Большого креста Национального ордена Заслуг                                                       | Кавалер Большого креста Национального ордена Заслуг                                                       |         |
| Португалия        | 19 августа 1983 —  | Кавалер Большой цепи ордена Инфанта дона Энрике                                                           | Кавалер Большой цепи ордена Инфанта дона Энрике                                                           | GColIH  |
| Япония            | 1983 —             | Кавалер Большой ленты ордена Хризантемы                                                                   | Кавалер Большой ленты ордена Хризантемы                                                                   |         |
| КНДР              | 1983 —             | Кавалер ордена Государственного флага 1 степени                                                           | Кавалер ордена Государственного флага 1 степени                                                           |         |
| Нигер             | 1983 —             | Кавалер Большого креста Национального ордена Нигера                                                       | Кавалер Большого креста Национального ордена Нигера                                                       |         |
| Греция            | 1984 —             | Кавалер Большого креста ордена Спасителя                                                                  | Кавалер Большого креста ордена Спасителя                                                                  |         |
| Заир              | 1984 —             | Кавалер Большого креста ордена Леопарда                                                                   | Кавалер Большого креста ордена Леопарда                                                                   |         |
| ЦАР               | 1984 —             | Кавалер Большого креста ордена Признания                                                                  | Кавалер Большого креста ордена Признания                                                                  |         |
| Мали              | 1984 —             | Кавалер Большого креста Национального ордена Мали                                                         | Кавалер Большого креста Национального ордена Мали                                                         |         |
| Бруней            | 1984 —             | Кавалер ордена Королевской семьи Брунея 1 класса                                                          | Кавалер ордена Королевской семьи Брунея 1 класса                                                          |         |
| Испания           | 18 сентября 1985 — | Кавалер цепи ордена Изабеллы Католической                                                                 | Кавалер цепи ордена Изабеллы Католической                                                                 |         |
| Германия          | 1985 —             | Кавалер Большого креста специального класса ордена «За заслуги перед Федеративной Республикой Германия»   | Кавалер Большого креста специального класса ордена «За заслуги перед Федеративной Республикой Германия»   |         |
| Великобритания    | 1985 —             | Почётный кавалер Большого креста ордена Святых Михаила и Георгия                                          | Почётный кавалер Большого креста ордена Святых Михаила и Георгия                                          | GCMG    |
| Дания             | 19 февраля 1986 —  | Рыцарь ордена Слона                                                                                       | Рыцарь ордена Слона                                                                                       | RE      |
| Швеция            | 16 сентября 1986 — | Рыцарь ордена Серафимов                                                                                   | Рыцарь ордена Серафимов                                                                                   | RSersfO |
| Йемен             | 1988 —             | Кавалер ордена Республики 1 класса                                                                        | Кавалер ордена Республики 1 класса                                                                        |         |
| Кувейт            | 1989 —             | Кавалер цепи ордена Мубарака Великого                                                                     | Кавалер цепи ордена Мубарака Великого                                                                     |         |
| Судан             | 1989 —             | Кавалер цепи ордена Почёта                                                                                | Кавалер цепи ордена Почёта                                                                                |         |
| Тунис             | 1990 —             | Кавалер цепи ордена 7 ноября 1987 года                                                                    | Кавалер цепи ордена 7 ноября 1987 года                                                                    |         |
| ЮАР               | 1997 —             | Кавалер Большого креста ордена Доброй Надежды                                                             | Кавалер Большого креста ордена Доброй Надежды                                                             |         |
| Турция            | 1998 —             | Кавалер ордена Турецкой Республики                                                                        | Кавалер ордена Турецкой Республики                                                                        |         |
| Казахстан         | 13 мая 2008 —      | Кавалер ордена Золотого орла                                                                              | Кавалер ордена Золотого орла                                                                              |         |
| Польша            | 11 марта 2008 —    | Кавалер Большого креста ордена «За заслуги перед Республикой Польша»                                      | Кавалер Большого креста ордена «За заслуги перед Республикой Польша»                                      |         |

## Почетные звания, памятники
- Председатель G-15 (1998, 2002).
- Председатель Организации Африканского единства (1989—1990, 1993—1994).
- Председатель Движения неприсоединения (2009—2011).
- Лауреат премии Джавахарлала Неру (1995)[57].
- Почётный доктор МГИМО (2004)[58].
- В 2007 году в азербайджанском городе Хырдалан установлен памятник Хосни Мубараку[59]. Ночью 8 июня 2011 года по указанию исполнительной власти Баку памятник был снесён[60].
- Казахско-египетский исламский университет в Алматы был назван в честь президента Египта «Нур-Мубарак». В ноябре 2012 года переименован в «Нур»[61].